# Katrin Butterer
Katrin Butterer geb. Wieslhuber (* 27. März 1995 in Eggenfelden) ist eine deutsche Sportschützin im Wurfscheibenschießen in der Disziplin Skeet.

## Leben und Karriere
Butterer kam zum Flintenschießen über ihren Vater und nahm 2012 mit 17 Jahren erstmalig bei der Deutschen Meisterschaft in München teil. Nach der Aufnahme in den Juniorenkader war ihr erster internationaler Einsatz bei der Europameisterschaft 2013 in Suhl, wo sie mit der Mannschaft knapp die Medaillenränge verfehlte. 2014 wurde sie bei der EM in Sarlóspuszta Zehnte und bei der Weltmeisterschaft im spanischen Granada Vizeweltmeisterin. Das nächste Jahr begann mit einer Bronzemedaille beim Junioren-Weltcup in Suhl. Bei der EM in Maribor wurde Butterer Europameisterin und mit der Mannschaft Vizeeuropameisterin.
Nach dem Wechsel in den Erwachsenenkader 2016 wurde sie Neunte bei der EM in Lonato. Nach ihrer eigenen Aussage, ist sie besonders stolz darauf, dass sie 2017 das Weltcup-Finale in Neu-Delhi erreicht hat, denn nur die besten 12 Schützen des Jahres nehmen dort teil und sie wurde Zehnte. 2018 verfehlte sie knapp das Finale beim Weltcup in Guadalajara und wurde Vizeeuropameisterin bei der EM in Leobersdorf mit der Mannschaft, zu der auch Vanessa Hauff und Nadine Messerschmidt gehörte. Bei der WM in Changwon verpasste sie mit der Mannschaft knapp eine Medaille. 2018 ging es auch zu den Europaspielen nach Minsk, wo sie Neunzehnte wurde. Bei der EM 2021 in Osijek wurde sie, gemeinsam mit Christine Wenzel und Nadine Messerschmidt, Europameisterin mit der Mannschaft. Die Bundespolizistin wurde dreimal Deutsche Meisterin, zweimal Vizemeisterin und erhielt zweimal Bronze.
2020 heiratete Katrin damals noch Wieslhuber den Sportschützen Christian Butterer.